# Блас Ріверос
Блас Ріверос (ісп. Blás Riveros, нар. 3 лютого 1998, Ітаугу) — парагвайський футболіст, захисник клубу «Серро Портеньйо» і національної збірної Парагваю.

## Клубна кар'єра

### Олімпія (Асунсьйон)
Народився 3 лютого 1998 року в місті Ітаугу. Вихованець футбольної школи клубу «Олімпія» (Асунсьйон). Дорослу футбольну кар'єру розпочав 2015 року в основній команді того ж клубу, в якій провів один сезон, взявши участь у 20 матчах чемпіонату.

### Базель
До складу клубу «Базель» приєднався 2016 року.
На груповому етапі Юнацької ліги сезону 2016–17 захисник відіграв всі шість матчів. За підсумками чемпіонату Швейцарії 2016–17 парагваєць здобув золоті нагороди. Також став володарем кубка Швейцарії.
19 травня 2019 року Ріверос став вдруге володарем кубка Швейцарії, цього разу у фіналі базельці здолали «Тун» з рахунком 2:1, на голи Аєті та Фрая суперник відповів голом Соргича. На кубковому парагваєць провів три матчі.

### Брондбю
У жовтні 2020 року Ріверос підписав чотирирічний контракт з данським клубом «Брондбю».
У липні 2023 року Ріверос визнаний гравцем місяця данської Суперліги.

### Тальєрес
1 вересня 2023 року перейшов до клубу «Тальєрес».

### Серро Портеньйо
30 липня 2025 року Ріверос еповернувся до Парагваю, де захищає кольори команди «Серро Портеньйо».
| Дата       | Місто            | Господарі         | Результат | Гості    | Турнір            | Голи | Примітки |
| ---------- | ---------------- | ----------------- | --------- | -------- | ----------------- | ---- | -------- |
| 28-5-2016  | Атланта          | Мексика           | 1 – 0     | Парагвай | товариський матч  | -    |          |
| 5-9-2019   | Касіма           | Японія            | 2 – 0     | Парагвай | товариський матч  | -    | 46'      |
| 10-9-2019  | Амман            | Йорданія          | 2 – 4     | Парагвай | товариський матч  | -    |          |
| 10-10-2019 | Крушеваць        | Сербія            | 1 – 0     | Парагвай | товариський матч  | -    |          |
| 13-10-2019 | Братислава       | Словаччина        | 1 – 1     | Парагвай | товариський матч  | -    | 83'      |
| 14-11-2019 | Софія            | Болгарія          | 0 – 1     | Парагвай | товариський матч  | -    |          |
| 19-11-2019 | Ер-Ріяд          | Саудівська Аравія | 0 – 0     | Парагвай | товариський матч  | -    | 78'      |
| 8-10-2020  | Асунсьйон        | Парагвай          | 2 – 2     | Перу     | Відбір до ЧС 2022 | -    |          |
| 13-10-2020 | Мерида           | Венесуела         | 0 – 1     | Парагвай | Відбір до ЧС 2022 | -    | 90+2'    |
| 24-3-2022  | Сьюдад-дель-Есте | Парагвай          | 3 – 1     | Еквадор  | Відбір до ЧС 2022 | -    | 39', 88' |
| 2-6-2022   | Саппоро          | Японія            | 4 – 1     | Парагвай | товариський матч  | -    |          |
| 16-11-2022 | Ліма             | Перу              | 1 – 0     | Парагвай | товариський матч  | -    |          |
| 7-9-2023   | Сьюдад-дель-Есте | Парагвай          | 0 – 0     | Перу     | Відбір до ЧС 2026 | -    |          |
| 10-9-2024  | Асунсьйон        | Парагвай          | 1 – 0     | Бразилія | Відбір до ЧС 2026 | -    | 85'      |
| Усього     |                  | Матчів            | 14        |          | Голів             | 0    |          |

## Титули і досягнення
- Чемпіон Швейцарії (1):

«Базель»: 2016–17
- Володар Кубка Швейцарії (2):

«Базель: 2016-17, 2018-19
- Чемпіон Данії (1):

«Брондбю»: 2020-21